# Mandovi
Le Mandovi est un fleuve côtier de l'ouest de l'Inde de 77 km de long qui arrose les États de Karnataka et de Goa. Il se jette dans la mer d'Arabie.

## Traduction
- (en) Cet article est partiellement ou en totalité issu de l’article de Wikipédia en anglais intitulé « Mandovi River » (voir la liste des auteurs).